# Château de Kerbastic
Le château de Kerbastic est situé sur la commune de Guidel dans le Morbihan. Anciennement propriété privée, il appartient toujours à la famille  de Polignac. Il est également le lieu du festival de Polignac où se rencontrent des artistes prodiges de musique classique et baroque.

## Histoire
En 1447, le domaine de Kerbastic est déjà considéré comme une terre noble. Il appartient successivement à Allain Henry, à René Fraval (1536) alors maître de Kerbastic, Yves Geffroy (milieu XVIIe siècle), Adrien Gallé, Monsieur Muller,  Jean louis Désiré Mailliet7 le 16 aout 1819 et est vendu au Vicomte de la Houssaye le 27 juin 1825. Le propriétaire suivant est le contre-amiral Auguste Febvrier Despointes. Ce dernier avait épousé en 1844 Anne-Elisabeth Papin de Thévigné, dont la fille d'un premier mariage, Caroline-Joséphine Lenormand de Morando, épouse en 1851 le comte Charles de Polignac. C'est ainsi que débute l'histoire de la famille de Polignac à Kerbastic. Un de ses trois enfants, Guy, dit Marquis de Polignac, épouse Louise Pommery, issue de la célèbre famille de viticulteurs en Champagne. Il est conseiller général puis maire de Guidel en 1894 et est le créateur du haras, du lavoir et des trois écoles de la commune. Il meurt en 1901 et c'est Jean, son 4e enfant qui hérite du domaine. Jean de Polignac est également maire de Guidel de 1935 à 1943.
Il épouse Marie Blanche Di Pietro, fille de Jeanne Lanvin, célèbre figure de la mode parisienne.
Amateurs d'art et de musique, ils créent un rendez-vous d'été pour les artistes de l'époque ; ainsi, Francis Poulenc, Nadia Boulanger, Georges Auric, Germaine Tailleferre ont été des hôtes de Kerbastic.
Ses jardins sont dessinés en partie par le sylviculteur Jean Claude Nicolas Forestier, ami de Claude Monet.
N'ayant pas eu d'enfants, le couple lègue à sa mort le domaine de Kerbastic à leur neveu, le prince Louis de Polignac. Il est le fondateur en 1986 du festival des 7 chapelles  où durant l'été, se déroulent des événements musicaux de qualité dans la commune de Guidel,. Il restaure le château de Kerbastic en entreprenant des travaux de grande envergure. Il rétablit la symétrie dans les ouvertures hautes, il ajoute un fronton à la Chapelle, et bien d'autres modifications sauvegardant ce patrimoine architectural.